# Inlevelseförmåga
Inlevelseförmåga innebär att man kan leva sig in i en annan människas psyke. På engelska kallas det för "theory of mind", mentalisering, en uppfattning om vad som försiggår i någon annans huvud. "Jag tror att du gillar mig" är ett exempel på detta. Det är förmågan att tillskriva mentala tillstånd, trosuppfattningar, avsikter, önskningar, simulering, kunskap med mera till sig själv och andra och att förstå att andra har övertygelser, önskningar och avsikter som skiljer sig från den egna.
Förmågan kan även kallas "intentionalitet av andra graden". Första graden omfattar bara förmågan att vara medveten om sina egna tankar, medan andra graden alltså innebär att man kan föreställa sig någon annans uppfattning.

## Fotnoter
1. ↑  Premack, D. G. & Woodruff, G. (1978). Does the chimpanzee have a theory of mind? Behavioral and Brain Sciences, 1, 515-526.
Om vilka förmågor som innefattas i "theory of mind"